# Cry (canção de Mandy Moore)
"Cry" é o terceiro single do álbum Mandy Moore da cantora de norte-americana Mandy Moore. A música foi lançada como o terceiro single de seu terceiro álbum de estúdio. Também está presente na trilha sonora do filme Um Amor para Recordar.

## Videoclipe
O videoclipe foi dirigido por Chris Applebaum e lançado em 2002. Mostra cenas do filme tendo o ator Shane West como convidado. Foi um dos clipes mais exibidos na programação da MTV norte-americana na época de seu lançamento. 
Está incluído no DVD do filme, como um conteúdo extra. Também foi incluída como faixa multimídia na edição especial da trilha sonora do filme e no DVD The Best of Mandy Moore, lançado em 2004.

## Singles
CD single na Alemanha/Áustria/Suíça
1. "Cry" (Album Version) - 3:43
2. "Someday We'll Know" (feat. Jon Foreman) - 3:42

Maxi single da Alemanha - Edição Limitada
1. "Cry" (Album Version) - 3:43
2. "Only Hope" - 5:53
3. "It's Gonna Be Love" - 3:53
4. "Someday We'll Know" - 3:42

Promo CD single
1. "Cry" (Album Version) - 3:43

## Desempenho nas paradas
Apesar do sucesso do filme e da trilha sonora, o single não entrou na Billboard Hot 100 nos Estados Unidos. No entanto, o single foi bem sucedido no Canadá e na Ásia, também teve bom desempenho na Alemanha, onde um Maxi-CD edição limitada de 4 faixas foi lançado. Até o momento, "Cry" vendeu 15.000 cópias físicas e 203.000 downloads digitais de acordo com a Nielsen Soundscan. 
Na Ásia, a música foi um grande sucesso em países como a Tailândia e Filipinas. No Brasil também teve um bom desempenho, se tornando a música mais conhecida da cantora no país.
| Paradas Musicais (2002)         | Posição |
| ------------------------------- | ------- |
| UK Singles Chart                | 20      |
| Canadian Hot 100                | 10      |
| Australia Singles Charts        | 7       |
| Bubbling Under Hot 100 Singles  | 125     |
| Billboard Pop Songs             | 17      |
| Brasil Hot 100 Airplay          | 14      |
| Singles Top 50                  | 18      |
| New Zealand RIANZ Singles Chart | 15      |
| Japan Hot 100                   | 11      |
| French Singles Chart            | 69      |
| Alemanha Singles Chart          | 16      |